# Neurogeneza
Neurogeneza (ang. neurogenesis ‘powstawanie neuronów’) – proces powstawania oraz różnicowania się (morfologicznego oraz funkcjonalnego) nowych komórek tkanki nerwowej, obejmujący zarówno neurogenezę wieku embrionalnego (prenatalnego), jak i neurogenezę wieku dorosłego (postnatalnego).

## Neurogeneza (kora mózgowa)
Neurony – główny komponent tkanki nerwowej swój rodowód wywodzą z komórek płytki nerwowej formowanej z ektodermy we wczesnych fazach rozwoju organizmu. Neurogeneza u ssaków ograniczona jest głównie do okresu prenatalnego i w większości przypadków zachodzi w obrębie przestrzeni okołokomorowej w której powstają neurony formujące korę nową, móżdżek i inne struktury układu nerwowego. Niemniej jednak wiele badań dowodzi, że również w dorosłym mózgu dochodzi do neurogenezy, choć na zdecydowanie niższym poziomie niż w okresie rozwoju zarodkowego.
W początkowych etapach formowania się kory nowej neuroblasty tworzą warstwę brzeżną która zlokalizowana na brzegu pęcherzyka, zalążka kresomózgowia, zaczyna się rozdzielać. Rezultatem rozwarstwienia jest powstanie podpłytki i zawiązka I warstwy kory mózgowej (warstwy drobinowej). W wyniku procesu zachodzącego zgodnie z regułą inside-out obserwuje się migracje młodych neuronów poprzez wcześniej uformowane, wewnętrzne warstwy neuronów ku powierzchni kory nowej. Neuroblasty tworzące warstwę V (piramidową wewnętrzną) przechodzą przez wcześniej uformowana warstwę VI (komórek różnokształtnych) by zająć miejsce pod warstwą I. Następnie w ten sam sposób powstaje warstwa IV (ziarnista wewnętrzną) i III (piramidową zewnętrzną) aż w okresie końcowym życia płodowego dochodzi do uformowania warstwy II (ziarnistej zewnętrznej) której komórki migrując przez cztery pierwsze warstwy wypełniają przestrzeń pomiędzy warstwą III i I. Komórkami odgrywającymi najważniejszą role w wędrówce młodych neuronów są komórki Cajala-Retziusa warstwy brzeżnej. Określają one szlak migracji neuroblastów i są źródłem związków ułatwiających młodym neuronom przeciskanie się przez kolejne uformowane warstwy kory nowej.

## Porównanie neurogenezy u człowieka i gryzonia
Duży wpływ na rozwój badań nad korą nową miało opracowanie jednej z technik znakowania dzielących się komórek odkrytą przez Angewine i Sidmana. Opisali oni metodę autoradiograficzną polegającą na znakowaniu komórek przy pomocy związków zawierających atomy izotopów radioaktywnych takich jak tryt czy węgiel 14C. W metodzie tej wykorzystuje się zdolność komórek do wbudowywania znakowanej radioaktywnym izotopem tymidyny w syntetyzowany łańcuch DNA w okresie poprzedzającym podział komórki. Po zastosowaniu tej metody otrzymujemy autoradiogram przedstawiający komórki dzielące się, których podział zaszedł po wprowadzeniu znakowanej tymidyny do ustroju. Dzięki zastosowaniu tej metody udowodniono, że neurony powstające w pierwszych okresach życia zajmują w korze miejsca w najgłębszych warstwach, natomiast komórki powstające najpóźniej są usytuowane najbliżej powierzchni kory.
Prenatalny program ontogenezy mózgu ludzkiego składa się z takich samych procesów i etapów jak program rozwoju mózgu gryzoni, lecz zachodzących w odpowiednio dłuższym czasie. Przykładowo kompletne uformowania cewki nerwowej u szczura przypada na około 10 dzień życia prenatalnego (E10), co stanowi odpowiednik 26–28 dnia życia płodowego człowieka (GD26-28). Także Angevine i Sideman w swoim doświadczeniu zauważyli, że u gryzoni migracja młodych neuronów poprzedzona podziałem neuroblastów jest już zauważalna u szczura w okresie 11 dnia ciąży (E11) co stanowi odpowiednik 1 miesiąca ciąży u człowieka (GD30). Kolejna fala podziałów neuroblastów u szczura przypadająca na okres E13-E16 (GD 40-52) w rejonie przestrzeni okołokomorowej staje się źródłem neuronów, które formują warstwy I i VI kory nowej u szczura. Następnie w okresach E17, E18, E19 i E20-E21 (GD55-133) pojawiają się odpowiednio neurony kolejnych warstw V, IV, III i II, które w korze zajmują miejsca zgodnie z gradientem inside-out. Trzeba jednak pamiętać, że choć w E21 podziały neuronów ustają to jednak kora nowa u szczura przybiera końcowy kształt dopiero około siódmego dnia życia postnatalnego (GD200), kiedy to ustaje migracja młodych neuronów a glej radialny ulega inwolucji lub przekształca się w astrocyty.
Dzięki odkryciu metody autoradiograficznej było możliwe również określenie gradientów czasowych powstawania neuronów w mózgu. Rezultatem badań nad mysim mózgiem było scharakteryzowanie trzech głównych gradientów: tylno-przedniego (E10-E12), boczno-przyśrodkowego (E10-E15) oraz brzuszno-grzbietowego (E10-E15).

## Okresy krytyczne
Podatność rozwijającego się organizmu na siły uszkadzające zależy od dwóch głównych czynników. Jeden z nich określa rodzaj i intensywność działającej siły, drugi zaś to okres w którym doszło do ekspozycji na dany czynnik. W rezultacie, szkodliwe działanie czynnika na organizm powoduje więcej nieodwracalnych szkód w okresie intensywnego rozwoju organów (ontogenezie) niż u osobnika dorosłego.
Podwyższona podatność na czynniki uszkadzające w dużym stopniu zależą od okresu i stopnia rozwoju w jakim znajduje się dana tkanka. Są to okresy krytyczne, którymi nazywać będziemy przedziały czasu w rozwoju prenatalnym i postnatalnym organizmu, które ze względu na swoją złożoność czasowo-przestrzenną są szczególnie narażone na wszelkiego rodzaju czynniki zaburzające. W trakcie rozwoju samego centralnego układu nerwowego wyróżniamy kilka procesów których zaburzenie może wywołać nieodwracalne zmiany. Są to: neurogeneza, gliogeneza, synaptogeneza, mielinizacja oraz wiele innych. Neurogeneza i gliogeneza stanowią główne procesy, tworzące fundamenty dla reszty przemian i zjawisk fizjologicznych w mózgu.

## Neurogeneza postnatalna
Proces tworzenia neuronów po narodzeniu. Nowe neurony powstają nadal w opuszce węchowej i hipokampie. Są podejrzenia że zachodzi również w innych częściach mózgu. U ssaków proliferacja komórek macierzystych neuronów utrzymuje się w:
- strefie podziarnistej zakrętu zębatego hipokampa
- strefie podkomorowej – w pobliżu światła komór mózgu

Prekursory ze strefy podziarnistej wędrują wzdłuż włókien astrocytów do pobliskiej warstwy ziarnistej, gdzie przekształcają się w neurony i włączają do istniejących sieci nerwowych.
Natomiast z komórek macierzystych w pobliżu komory bocznej mózgu powstają neurony opuszki węchowej.
W neurogenezie u dorosłych ssaków bierze udział cząsteczka sygnałowa Wnt3 wydzielana przez astrocyty i cyklina D2 pełniąca rolę w kontroli podziałów i wzrostu wszystkich komórek ciała.
Badania na myszach pokazały, że neurogeneza odgrywa kluczową rolę w odtwarzaniu zdolności uczenia się i pamięci po urazie.

## Zaburzenia neurogenezy
Wadliwy przebieg wczesnych etapów ontogenezy mózgu może mieć duży wpływ na późniejszą budowę i prawidłowe funkcjonowanie centralnego układu nerwowego. Głównym rezultatem zaburzonej neurogenezy mózgu jest zahamowana migracja młodych neuronów lub niemożność ich powstania, w efekcie czego może dojść do niewłaściwego uformowania się kory mózgowej lub struktur podkorowych. Do skrajnych przypadków zaburzeń rozwojowych mózgu należą: bezmózgowie czy acefalia, kiedy to dochodzi do niewykształcenia większych partii całego mózgu.
Zmiany mogą jednak zachodzić w mniejszej skali i dotyczyć pojedynczych struktur mózgu takich jak kora nowa, móżdżek czy wzgórze. Zmiany w postaci zmniejszonej ilości neuronów w strukturach docelowych czy zmiany w wielkości samej struktury choć niewielkie mogą znacznie ograniczać prawidłowe funkcjonowanie mózgu. Rezultatem takich niewielkich zmian mogą być również późniejsze schorzenia związane z życiem postnatalnym. Schizofrenia, epilepsja, dysleksja czy autyzm to tylko niektóre z nich, które w znaczący sposób upośledzają funkcje całego organizmu.